# Tossunnoria pseudibex
La tossunnoria (Tossunnoria pseudibex) è un mammifero artiodattilo estinto, appartenente ai bovidi. Visse nel Miocene superiore (circa 10 milioni di anni fa) e i suoi resti fossili sono stati ritrovati in Cina.

## Descrizione
Questo animale, simile a una capra, possedeva corna corte e compresse, dotate di una carena tagliente nella parte anteriore del corno; le corna erano fortemente divergenti. Rispetto alle capre attuali, Tossunnoria era dotato di una scatola cranica più corta e molto meno flessa sul muso, con seni frontali che non penetravano profondamente all'interno delle corna. La superficie delle corna era notevolmente rugosa, e sicuramente sosteneva una struttura cornea piuttosto appuntita. Le ossa frontali erano meno espanse e meno verticali tra le due corna. In generale, il cranio di Tossunnoria era basso, largo e corto.

## Classificazione
Tossunnoria pseudibex venne descritto per la prima volta da Birger Bohlin nel 1937, sulla base di resti fossili ritrovati in Cina settentrionale; questo animale ritenuto uno stretto parente delle odierne capre, ed è possibile che sia molto vicino all'origine di tutti i Caprini propriamente detti. Sembrerebbe in ogni caso ancestrale al genere Sivacapra, più recente e ritrovata nel subcontinente indiano. È possibile che Tossunnoria e Sivacapra siano sulla linea evolutiva che conduce direttamente ai tahr (genere Hemitragus).